# Bubsy 3D: Furbitten Planet
Bubsy 3D: Furbitten Planet, plus simplement connu sous le nom de Bubsy 3D, est un jeu vidéo de plates-formes sorti en septembre 1996 sur PlayStation par Accolade en Amérique du Nord et en août 1997 par Telstar en Europe. Quatrième opus de la série Bubsy, son nom est une parodie du titre du film Planète interdite (Forbidden Planet en anglais). Le joueur incarne Bubsy, un lynx roux anthropomorphe dans dix-huit niveaux (dont trois aquatiques) et quatre boss (dont le boss final).

## Scénario
Bubsy se fait kidnapper par les extra-terrestres nommés Woollies (apparus pour la première fois dans Bubsy in Claws Encounters of the Furred Kind) sur la planète Rayon, mais Bubsy, ayant réussi à s'enfuir doit maintenant retourner sur terre. Pour ça il devra récupérer plusieurs fusées dispersées dans les dix-huit niveaux.

## Système de jeu
Bubsy 3D est un jeu de plateforme en 3D dans lequel le joueur contrôle Bubsy, un lynx orange anthropomorphe, afin d'arrêter les extraterrestres Woolies et de s'échapper de leur planète, Rayon, en collectant des atomes. Le joueur doit également collecter des pièces de fusée pour construire un moyen de transport vers la planète Terre et vaincre les deux reines Woolies, Poly et Esther. Les actions de Bubsy consistent à courir, sauter, glisser, nager et même piloter une voiture-fusée dans certains niveaux,. Les actions peuvent déclencher les phrases d'accroche caractéristiques du personnage. Le joueur peut également contrôler la vitesse de course de Bubsy, ainsi que la position de la caméra.
Bubsy vainc ses ennemis en tirant sur des atomes, et en utilisant ses capacités de saut et de glisse pour leur sauter dessus. Bubsy a des vies et des points de vie limités, qu'il peut prolonger en collectant des atomes, en atteignant un score élevé ou en attaquant des palourdes qui offrent des prix aléatoires. Après chaque niveau se trouve une partie bonus potentielle, débloquée lorsque Bubsy collecte au moins 150 atomes. Il y a également des puzzles de saut où Bubsy doit activer quatre plateformes ou interrupteurs dans le bon ordre, ce qui débloque soit une fusée, soit un bonus qui octroie des capacités temporaires.
Le jeu comporte 18 niveaux. Trois d'entre eux se déroulent sous l'eau, où Bubsy doit gérer sa réserve d'oxygène, et où son action de planer est remplacée par un plongeon avec jets d'eau. Bubsy passe la plupart des niveaux en touchant un but, à l'exception de deux niveaux conçus comme des combats de boss. Il y a deux fusées dans chaque niveau qui n'est pas un combat de boss, et la fin est différente si Bubsy les ramasse toutes. Il y a aussi un mode deux joueurs, où les joueurs s'affrontent pour collecter le plus de points possible et atteindre un score plus élevé.

## Développement
Bubsy 3D a été développé par Eidetic et publié par Accolade. Le jeu a été conçu principalement par Michael Berlyn, le créateur original de Bubsy, avec une équipe comprenant un autre fondateur d'Eidetic et un vétéran de l'industrie, Marc Blank (connu pour Zork). Blank a également programmé le jeu. Selon Berlyn, Accolade lui a demandé de revenir à la série dans l'espoir de la revitaliser, après les performances décevantes des deuxième et troisième volets de la série. Berlyn a accepté à condition que le jeu ne soit pas un remake du jeu original, et a entrepris de réaliser l'un des premiers jeux de plateforme en 3D,.
Le développement du jeu a débuté en avril 1995, avec une équipe d'environ huit personnes. L'équipe a accordé une attention particulière au langage corporel de Bubsy, en s'inspirant des dessins animés de la Warner Bros.. Une partie de la direction artistique a été supervisée par Chuck Jones, animateur de la Warner Bros. En raison des limitations de la console, les environnements ont été créés avec des polygones ombrés plats au lieu de polygones texturés, à l'inverse de la plupart des jeux sur console de l'époque. Néanmoins, les personnages ont été texturés et utilisent l'ombrage de Gouraud. Berlyn a déclaré avoir choisi cette combinaison inhabituelle parce qu'elle faisait ressortir les personnages, garantissant que l'attention du joueur se porte sur Bubsy plutôt que sur l'environnement. À l'époque, Bubsy 3D était l'un des rares jeux PlayStation à fonctionner en haute résolution. Les cinématiques entre les étapes ont été animées à la main en 2D, et les modèles polygonaux en 3D ont ensuite été créés pour imiter cette animation. Des sprites ont été utilisés pour le HUD, les éléments du menu et les bonus. Les effets sonores, la musique et les lignes vocales du jeu ont été implémentés avec ADPCM en tant que couches séparées. La voix de Bubsy a été interprétée par l'actrice Lani Minella.
Berlyn a assisté au Consumer Electronics Show de janvier 1996 pour participer personnellement à la démonstration de la version beta de Bubsy 3D. Alors qu'il se promenait dans le salon, il a vu la démonstration de Super Mario 64, un autre jeu de plateforme en 3D, mais développé avec les meilleures ressources de Nintendo afin de servir de titre phare pour une nouvelle console de jeu (la Nintendo 64). Berlyn s'est rendu compte que Bubsy 3D était nettement inférieur à Super Mario 64, mais comme Accolade s'était déjà engagé à sortir le jeu, il était trop tard pour faire autre chose que de rendre Bubsy 3D aussi bon que possible dans le temps restant.
En Europe, la distribution a été assurée par l'éditeur britannique Telstar Electronic Studios sous son label budgétaire Telstar Fun and Games,,,. Accolade prévoyait de sortir une version pour la Sega Saturn, et avait annoncé son intention de tirer parti des mouvements plus sophistiqués du contrôleur analogique de la Saturn, mais cette version a finalement été annulée.

## Accueil
Bubsy 3D a reçu un large éventail de critiques à sa sortie, mais la majorité d'entre elles étaient mitigées ou négatives,. L'accueil rétrospectif de Bubsy 3D est devenu plus véhément, plusieurs sources citant le jeu comme l'un des pires de tous les temps,,.

### À sa sortie
Le jeu a obtenu un score global de 51 % sur GameRankings sur la base de cinq critiques. Les critiques ont fait l'éloge de la grande taille des niveaux,,, et d'autres ont souligné le mode deux joueurs du jeu,,,,,,. Cependant, la plupart des critiques ont dénoncé la caméra, jugée désorientante, les environnements, fades, et la voix de Bubsy,,,,,. Surtout, les journalistes ont critiqué les commandes de tank du jeu, un style de contrôle qu'ils jugeaient plus approprié pour d'autres jeux, contrairement à la synchronisation efficace requise pour un jeu de plates-formes.
Bubsy 3D a fait l'objet de quelques critiques positives. PSExtreme a donné au jeu une note de 93 % et un Gold X Award éditorial, comparant favorablement le jeu à une série d'animation de chez de Warner Bros. Trois critiques de GameFan ont donné des notes de 80, 79 et 80, E. Storm commentant qu'il avait trouvé Bubsy 3D rafraîchissant pour sa particularité, son caractère unique et son caractère addictif. NowGamer attribue à Bubsy 3D le mérite d'être le premier jeu PlayStation véritablement en 3D, et déclare que « les jeunes joueurs seront captivés par ses couleurs vives et son gameplay simple, même si les adultes se tourneront directement vers le seau à vomir. » Martin d'Absolute PlayStation a estimé que le jeu de voix de Bubsy plairait aux jeunes joueurs et que la difficulté du jeu attirerait les joueurs en quête de défis. Le magazine brésilien Ação Games a critiqué les graphismes et le son, mais a estimé que les niveaux comportaient de nombreux éléments de jeu et de conception amusants.
En revanche, GameSpot a critiqué presque tous les aspects du jeu, en particulier le jeu de rôle : « Dieu merci, les programmeurs ont inclus une option permettant de désactiver les sons que Bubsy émet pendant le jeu ; après avoir dû supporter cette voix zozotante et grinçante deux ou trois fois, le joueur pourrait être tenté de tuer son téléviseur. » Crispin Boyer a déclaré dans Electronic Gaming Monthly qu'il aurait pu excuser les visuels « ternes » si le jeu avait bien fonctionné, avant de préciser que ce n'était pas le cas. N. Somniac de GamePro a trouvé le mode solo répétitif, lent et prévisible, et a conclu que si les fans de Bubsy devraient louer ce jeu pour le voir en 3D, les fans d'action pourraient préférer Crash Bandicoot. En décrivant les contrôles, Mike Salmon de Ultra Game Players a écrit que Bubsy 3D ne donne pas ce qu'il décrit comme ce que devrait être un jeu de plateforme en 3D - le contrôle complet d'un personnage. Victor Lucas de The Electric Playground a critiqué à la fois les visuels et les contrôles, expliquant que « aussi décevants que soient les visuels de Bubsy 3D, c'est le manque de vitesse du jeu et le contrôle bâclé qui le rendent vraiment pénible à jouer. » Mark Skorupa de Gamezilla a donné au jeu une note globale de 81, mais a également estimé que les contrôles empêchaient le jeu d'atteindre son potentiel. Il explique que « les jeux de plateforme requièrent des actions précises et des décisions prises en une fraction de seconde [et] les commandes de Bubsy 3D sont très prohibitives pour ce type de jeu. »

### Accueil rétrospectif
L'accueil rétrospectif de Bubsy 3D est plus négatif que les critiques faites peu de temps après sa sortie. Moins d'un an après avoir évalué Bubsy 3D, Electronic Gaming Monthly l'a classé comme le septième plus mauvais jeu vidéo pour console de tous les temps. En 2010, Seanbaby le classe 17e de ses 20 pires jeux de tous les temps, critiquant les contrôles, la personnalité du personnage et les graphismes. The Guardian l'a également inclus dans sa liste des 30 pires jeux vidéo de tous les temps. GameTrailers a également classé Bubsy 3D au huitième rang des pires jeux vidéo de tous les temps, critiquant les clips vocaux, les commandes du tank et le comparant défavorablement à Super Mario 64.
Josh Wirtanen de Retrovolve attribue l'héritage négatif de Bubsy 3D à ces comparaisons avec Super Mario 64, affirmant que Bubsy 3D reflétait la qualité de la plupart des jeux 3D de l'époque, par rapport à la qualité exceptionnelle de Super Mario 64.. Levi Buchanan d'IGN cite le jeu comme un échec de la transition de la 2D à la 3D, critiquant le design des personnages par rapport aux jeux Bubsy précédents, ainsi que les contrôles du jeu. Dans un article consacré à l'éditeur Accolade, aujourd'hui disparu, le magazine Retro Gamer a cité Bubsy 3D comme l'un des trois jeux à éviter et l'a utilisé comme exemple des « ratés précipités et presque injouables qui ont gravement entaché la réputation de l'entreprise. »
Lors d'une interview en 2015, Berlyn a qualifié Bubsy 3D de « [son] plus grand échec ». Cependant, il a également estimé que son équipe n'avait pas de précédent à suivre et que le produit final méritait d'être salué pour cette raison. Après la sortie du jeu, Berlyn a décidé de prendre quelques années de congé de la conception de jeux vidéo pour « repenser les choses ». L'actrice Lani Minella cite sa voix dans le jeu comme l'une de ses moins appréciées, la décrivant comme irritante.